# Pomniki przyrody w gminie Zabierzów
Pomniki przyrody w gminie Zabierzów – lista pomników przyrody znajdujących się w granicach gminy Zabierzów.
Na terenie gminy Zabierzów znajduje się 69 pomników przyrody:

3 źródła – w Bolechowicach, Brzoskwinii, Kobylanach;

1 skała – w Balicach;

65 drzew różnych gatunków – dąb szypułkowy (21 szt.), lipa drobnolistna (13 szt.) oraz buk pospolity (7 szt.), lipa szerokolistna (4 szt.), klon pospolity (3 szt.), platan klonolistny (2 szt.), jesion wyniosły (2 szt.), modrzew europejski (2 szt.), tulipanowiec amerykański (2 szt.), cyprysik groszkowy (1 szt.), wiąz szypułkowy (1 szt.), platan wschodni (1 szt.), grab zwyczajny (1 szt.), dereń jadalny (1 szt.), kasztanowiec zwyczajny (1 szt.), iglicznia trójcierniowa (1 szt.), klon jawor (1 szt.) i choina kanadyjska (1 szt.).
Wykaz pomników przyrody na terenie gminy Zabierzów (stan na 2022 rok)
| L.p. | Nazwa / gatunek                 | Lokalizacja / Numer INSPIRE w Centralnym Rejestrze Form Ochrony Przyrody                              | Obwód pnia (cm) | Wysokość (m) | Ilustracja |
| ---- | ------------------------------- | --- | --------------- | ------------ | ---------- |
| 1    | Lipa drobnolistna               | Bolechowice teren kościoła Św. Piotra i Pawła PL.ZIPOP.1393.PP.1206162.696                            | 434             | 31           |            |
| 2    | Lipa drobnolistna               | Bolechowice teren kościoła Św. Piotra i Pawła PL.ZIPOP.1393.PP.1206162.697                            | 262,5 i 261     | 27           |            |
| 3    | Źródło                          | Bolechowice, przy ścieżce w kierunku Bramy Bolechowickiej PL.ZIPOP.1393.PP.1206162.699                |                 |              |            |
| 4    | Lipa drobnolistna               | Bolechowice w parku powyżej dworu, teren prywatny                                                     | 354             | 27,5         |            |
| 5    | Cyprysik groszkowy              | Bolechowice nad stawem, teren prywatny PL.ZIPOP.1393.PP.1206162.704                                   | 180,5           | 23           |            |
| 6    | Wiąz szypułkowy                 | Niegoszowice przy drodze do pałacu, teren prywatny PL.ZIPOP.1393.PP.1206162.705                       | 470             | 35           |            |
| 7    | Lipa drobnolistna               | Niegoszowice teren prywatny                                                                           | 363,5           | 16,5         |            |
| 8    | Tulipanowiec amerykański        | Niegoszowice na poł. od dworu, teren prywatny                                                         | 385             | 37,5         |            |
| 9    | Dąb szypułkowy                  | Niegoszowice na poł. od dworu, teren prywatny PL.ZIPOP.1393.PP.1206162.708                            | 397             | 30           |            |
| 10   | Lipa szerokolistna              | Rudawa teren kościoła pw. Wszystkich Świętych                                                         | 397             | 30           |            |
| 11   | Lipa szerokolistna              | Rudawa teren kościoła PL.ZIPOP.1393.PP.1206162.711                                                    | 312             | 18,6         |            |
| 12   | Platan wschodni                 | Rząska teren zabudowań Zgromadzenia Sióstr Albertynek PL.ZIPOP.1393.PP.1206162.715                    | 377             | 26,2         |            |
| 13   | Klon pospolity                  | Więckowice teren Domu Pomocy Społecznej PL.ZIPOP.1393.PP.1206162.716                                  | 427             | 26,2         |            |
| 14   | Lipa szerokolistna              | Więckowice teren Domu Pomocy Społecznej PL.ZIPOP.1393.PP.1206162.717                                  | 357 i 383       | 30,3         |            |
| 15   | Dereń jadalny                   | Więckowice teren Domu Pomocy Społecznej                                                               | 254             | 6            |            |
| 16   | Dąb szypułkowy                  | Zabierzów, teren prywatny PL.ZIPOP.1393.PP.1206162.720                                                | 409             | 20,7         |            |
| 17   | Lipa drobnolistna               | Burów Nadleśnictwo Krzeszowice leśnictwo Zabierzów PL.ZIPOP.1393.PP.1206162.721                       | 365             | 19,3         |            |
| 18   | Lipa drobnolistna               | Burów Nadleśnictwo Krzeszowice leśnictwo Zabierzów PL.ZIPOP.1393.PP.1206162.722                       | 305             | 29,6         |            |
| 19   | Lipa drobnolistna               | Burów Nadleśnictwo Krzeszowice leśnictwo Zabierzów PL.ZIPOP.1393.PP.1206162.723                       | 466             | 21           |            |
| 20   | Dąb szypułkowy                  | Pisary w parku, teren prywatny                                                                        | 360             | 20,3         |            |
| 21   | Dąb szypułkowy                  | Pisary                                                                                                | 443             | 29,7         |            |
| 22   | Dąb szypułkowy                  | Pisary                                                                                                | 401,5           | 26,5         |            |
| 23   | Dąb szypułkowy                  | Pisary                                                                                                | 473             | 28,2         |            |
| 24   | Dąb szypułkowy                  | Pisary drzewo stanowi złom                                                                            | 523             | 4,8          |            |
| 25   | Dąb szypułkowy                  | Pisary                                                                                                | 421             | 26,8         |            |
| 26   | Dąb szypułkowy                  | Pisary                                                                                                | 458             | 33           |            |
| 27   | Dąb szypułkowy                  | Pisary drzewo stanowi wykrót                                                                          |                 | 6,2          |            |
| 28   | Dąb szypułkowy                  | Aleksandrowice teren Instytutu Zootechniki – Państwowy Instytut Badawczy                              | 479             | 22,8         |            |
| 29   | Dąb szypułkowy                  | Aleksandrowice teren Instytutu Zootechniki – Państwowy Instytut Badawczy PL.ZIPOP.1393.PP.1206162.737 | 551             | 27,5         |            |
| 30   | Dąb szypułkowy                  | Aleksandrowice teren Instytutu Zootechniki – Państwowy Instytut Badawczy                              | 483             | 27,6         |            |
| 31   | Klon pospolity                  | Aleksandrowice teren Instytutu Zootechniki – Państwowy Instytut Badawczy PL.ZIPOP.1393.PP.1206162.739 | 375             | 27,4         |            |
| 32   | Skałka „Nad Jackiem”            | Balice Nadleśnictwo Krzeszowice leśnictwo Zabierzów PL.ZIPOP.1393.PP.1206162.740                      |                 |              |            |
| 33   | Źródło                          | Brzoskwinia w pobliżu ujęcia wody dla wsi PL.ZIPOP.1393.PP.1206162.741                                |                 |              |            |
| 34   | Dąb szypułkowy                  | Aleksandrowice Nadleśnictwo Krzeszowice leśnictwo Zabierzów PL.ZIPOP.1393.PP.1206162.743              | 515,5           | 28,5         |            |
| 35   | Kasztanowiec zwyczajny          | Balice teren Instytutu Zootechniki – Państwowy Instytut Badawczy                                      | 374             | 22,7         |            |
| 36   | Klon pospolity                  | Balice teren Instytutu Zootechniki – Państwowy Instytut Badawczy PL.ZIPOP.1393.PP.1206162.745         | 472             | 30           |            |
| 37   | Iglicznia trójcierniowa         | Balice teren Instytutu Zootechniki – Państwowy Instytut Badawczy PL.ZIPOP.1393.PP.1206162.748         | 394             | 22,3         |            |
| 38   | Tulipanowiec amerykański        | Balice teren Instytutu Zootechniki – Państwowy Instytut Badawczy                                      | 269             | 28,6         |            |
| 39   | Klon jawor                      | Balice teren Instytutu Zootechniki – Państwowy Instytut Badawczy PL.ZIPOP.1393.PP.1206162.751         | 306             | 24,7         |            |
| 40   | Platan klonolistny              | Balice teren Instytutu Zootechniki – Państwowy Instytut Badawczy                                      | 503             | 29,8         |            |
| 41   | Platan klonolistny              | Balice teren Instytutu Zootechniki – Państwowy Instytut Badawczy                                      | 451             | 31,2         |            |
| 42   | Lipa szerokolistna              | Balice teren Instytutu Zootechniki – Państwowy Instytut Badawczy                                      | 489             | 31,6         |            |
| 43   | Jesion wyniosły                 | Balice teren Instytutu Zootechniki – Państwowy Instytut Badawczy PL.ZIPOP.1393.PP.1206162.761         | 348             | 30,8         |            |
| 44   | Lipa drobnolistna               | Balice teren Instytutu Zootechniki – Państwowy Instytut Badawczy                                      | 416             | 20,3         |            |
| 45   | Choina kanadyjska               | Balice teren Instytutu Zootechniki – Państwowy Instytut Badawczy PL.ZIPOP.1393.PP.1206162.759         | 233             | 26,1         |            |
| 46   | Lipa drobnolistna               | Balice teren Instytutu Zootechniki – Państwowy Instytut Badawczy                                      | 409             | 26,1         |            |
| 47   | Jesion wyniosły                 | Balice teren Instytutu Zootechniki – Państwowy Instytut Badawczy                                      | 373             | 29,6         |            |
| 48   | Dąb szypułkowy                  | Balice teren Instytutu Zootechniki – Państwowy Instytut Badawczy                                      | 370             | 32,5         |            |
| 49   | Modrzew europejski              | Balice teren Instytutu Zootechniki – Państwowy Instytut Badawczy PL.ZIPOP.1393.PP.1206162.764         | 256             | 26,6         |            |
| 50   | Modrzew europejski              | Balice teren Instytutu Zootechniki – Państwowy Instytut Badawczy PL.ZIPOP.1393.PP.1206162.763         | 288             | 30           |            |
| 51   | Dąb szypułkowy                  | Balice teren Instytutu Zootechniki – Państwowy Instytut Badawczy                                      | 326             | 36,6         |            |
| 52   | Dąb szypułkowy                  | Balice teren Instytutu Zootechniki – Państwowy Instytut Badawczy                                      | 274             | 31           |            |
| 53   | Dąb szypułkowy                  | Balice teren Instytutu Zootechniki – Państwowy Instytut Badawczy                                      | 306             | 32,1         |            |
| 54   | Dąb szypułkowy                  | Balice teren Instytutu Zootechniki – Państwowy Instytut Badawczy PL.ZIPOP.1393.PP.1206162.768         | 293             | 21,5         |            |
| 55   | Dąb szypułkowy Fastigiata       | Balice teren Instytutu Zootechniki – Państwowy Instytut Badawczy                                      | 402             | 25,7         |            |
| 56   | Lipa drobnolistna               | Balice teren Instytutu Zootechniki – Państwowy Instytut Badawczy PL.ZIPOP.1393.PP.1206162.771         | 367             | 32,5         |            |
| 57   | Lipa drobnolistna               | Balice teren Instytutu Zootechniki – Państwowy Instytut Badawczy PL.ZIPOP.1393.PP.1206162.772         | 517             | 36,1         |            |
| 58   | Lipa drobnolistna               | Balice teren Instytutu Zootechniki – Państwowy Instytut Badawczy                                      | 359             | 26,3         |            |
| 59   | Grab zwyczajny                  | Balice teren Instytutu Zootechniki – Państwowy Instytut BadawczyPL.ZIPOP.1393.PP.1206162.774          | 301             | 13,8         |            |
| 60   | Lipa drobnolistna               | Balice teren Instytutu Zootechniki – Państwowy Instytut Badawczy PL.ZIPOP.1393.PP.1206162.775         |                 | 23,3         |            |
| 61   | Dąb szypułkowy                  | Rząska teren prywatny PL.ZIPOP.1393.PP.1206162.720                                                    | 391             | 26,3         |            |
| 62   | Kobylany „Źródło św. Antoniego” | na lewym brzegu Kobylanki u wylotu Doliny Kobylańskiej PL.ZIPOP.1393.PP.1206162.3129                  |                 |              |            |
| 63   | Buk pospolity                   | Kleszczów Nadleśnictwo Krzeszowice leśnictwo Zabierzów PL.ZIPOP.1393.PP.1206162.3091                  | 325             | 33,6         |            |
| 64   | Buk pospolity                   | Kleszczów Nadleśnictwo Krzeszowice leśnictwo Zabierzów PL.ZIPOP.1393.PP.1206162.3092                  | 320             | 35           |            |
| 65   | Buk pospolity                   | Kleszczów Nadleśnictwo Krzeszowice leśnictwo Zabierzów PL.ZIPOP.1393.PP.1206162.3093                  | 336             | 37           |            |
| 66   | Buk pospolity                   | Kleszczów Nadleśnictwo Krzeszowice leśnictwo Zabierzów PL.ZIPOP.1393.PP.1206162.3094                  | 340             | 39           |            |
| 67   | Buk pospolity                   | Kleszczów Nadleśnictwo Krzeszowice leśnictwo Zabierzów PL.ZIPOP.1393.PP.1206162.3095                  | 324             | 29,5         |            |
| 68   | Buk pospolity                   | Kleszczów Nadleśnictwo Krzeszowice leśnictwo Zabierzów PL.ZIPOP.1393.PP.1206162.3096                  | 325             | 36,8         |            |
| 69   | Buk pospolity                   | Nielepice Nadleśnictwo Krzeszowice leśnictwo Kopce PL.ZIPOP.1393.PP.1206162.3100                      | 336             | 33,5         |            |

Pomnikami przyrody są pojedyncze drzewa, krzewy lub ich grupy, a także inne twory przyrody nieożywionej jak: źródła, wodospady, wywierzyska, skałki, jary, głazy narzutowe oraz jaskinie, które wyróżniają się okazałymi rozmiarami, mają szczególne wartości krajobrazowe, naukowe, kulturowe lub historyczne.
Decyzję w sprawie wpisania na listę pomników przyrody jak i wykreślenia z niej podejmuje Rada Gminy w drodze uchwały. Celem ustanowienia pomników przyrody jest ich ochrona. W stosunku do pomników przyrody, które są oznakowane tabliczkami prowadzony jest monitoring ich stanu zdrowotnego i wykonywane są wszelkie zabiegi niezbędne do zachowania dobrego ich stanu. Jednocześnie obiektów tych dotyczą zakazy ich uszkadzania, przekształcania, umieszczania tablic reklamowych itp.

W 2021 roku wymieniono tablice na pomnikach przyrody i dokonano pomiarów obwodów i wysokości. Pierwsze wpisy na listę pomników przyrody miały miejsce w 1947 roku, później kolejno w 1964, 1967, 1968, 1969, 1971, 1997, 2002, 2004, 2020 roku.
Najwięcej pomników przyrody (27 szt.) występuje w parku przy pałacu w Balicach, w którym ma swoją siedzibę Instytutu Zootechniki – Państwowy Instytut Badawczy. Przeważają tu dęby szypułkowe (7 szt.) i lipy drobnolistne (5 szt.). Pomnikowe drzewa mają także miejscowości: Bolechowice (4), Niegoszowice (4), Rudawa (2), Rząska (2), Więckowice (3), Burów (3), Pisary (8), Aleksandrowice (5), Kleszczów (6), Nielepice (1), Zabierzów (1).
Wiele drzew pomnikowych występuje na terenach osób prywatnych: w Bolechowicach, Niegoszowicach, Pisarach i Rząsce.
Kolejną grupę pomników stanowią obiekty na terenie Nadleśnictwa Krzeszowice w leśnictwie Zabierzów w obrębach: Burów (3 lipy drobnolistne), Balice (Skała „Nad Jackiem”), Kleszczów (6 buków pospolitych), oraz w leśnictwie Kopce, w obrębie Nielepice (1 buk pospolity).
Drzewa żyjące o największych obwodach w pierśnicy to lipy drobnolistne (517 i 518 cm) rosnące na terenie parku w Balicach, dęby szypułkowe (551 i 515,5 cm) w Aleksandrowicach oraz platan klonolistny 503 cm w Balicach. Najwyższe drzewa mają ponad 30 m wysokości. Są to: wiąz szypułkowy w Niegoszowicach – 35 m, tulipanowiec amerykański w Niegoszowicach – 37,5 m, dąb szypułkowy w Pisarach – 33 m, dąb szypułkowy w Balicach – 36,6 m, lipa drobnolistna w Balicach – 36,1 m, buki w Kleszczowie – 39 m, 37 m, 36,8 m.
W Pisarach pomnikiem przyrody jest dalej dąb szypułkowy, mimo że drzewo stanowi złom, a także dąb szypułkowy, który stanowi wykrót.